# Cairns
Pour les articles homonymes, voir Cairns (homonymie).
Cairns est une ville australienne située sur la côte de la mer de Corail, dans le Nord-Est de l'État du Queensland. Elle se trouve à 346 km au nord-ouest de Townsville et 800 km au sud-est du cap York, ainsi qu'à 1 707 km de Brisbane et à 2 420 km de Sydney au nord-ouest. En 2012, elle compte 151 021 habitants.
Fondée en 1876 et baptisée du nom du gouverneur du Queensland de l'époque, Sir William Wellington Cairns, la ville sert de centre économique pour les chercheurs d'or de la Hodgkinson River, affluent de la Mitchell River. Elle décline lorsqu'est découvert une nouvelle voie d'accès plus facile à la région à partir de Port Douglas. À l'heure actuelle, la ville reprend de son importance en servant de point de départ pour les principaux produits de la région : minerais et sucre. Cependant, Cairns est surtout une ville touristique de la côte est, possédant de nombreux atouts : la proximité de la Grande Barrière de corail, à une heure et demie en bateau, de nombreuses îles — notamment l'île Verte et l'île Fitzroy — et de récifs, ainsi que l'accès à la forêt pluviale tropicale du Queensland.
Cairns est une ville qui s'étend le long de la côte sur 52 km allant du sud à Aloomba, au nord à Ellis Beach. La ville se développe en annexant les champs de canne à sucre bordant la ville mais aussi les flancs des collines environnantes par manque de place et surtout par nouvelle mode. Le centre de la ville est construit sur une ancienne zone de marais en bordure de mer tandis que le point culminant de l'État, le mont Bartle Frere se trouve dans la banlieue de la ville.

## Historique
La région de Cairns était, avant l'arrivée des colons européens, occupée par les Irukandji, descendants de peuples aborigènes qu'on pense arrivés sur le continent il y a environ 40 000 ans.

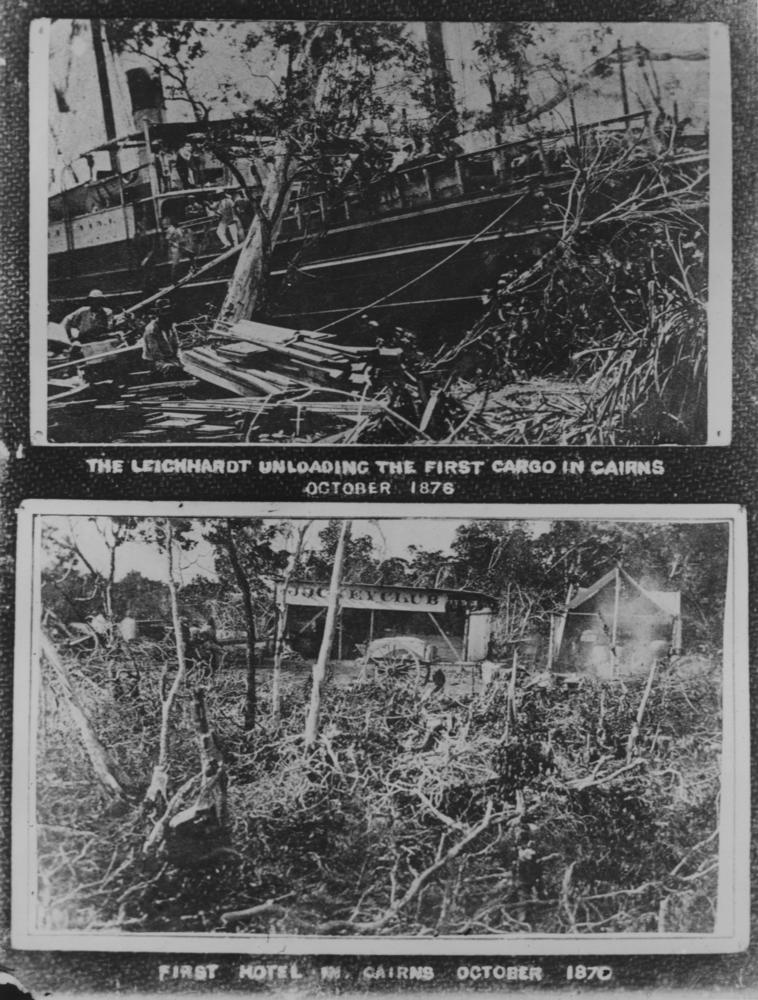
Cairns vers 1870. Photo 1 : Le petit cargo Liechhardt décharge pour la première fois une cargaison à Cairns. Photo 2 : Le Jockey-Club, premier hôtel de Cairns (en octobre 1870). La Banque de Nouvelle-Galles du Sud a ensuite occupé ce site, aujourd'hui situé à l'intersection des rues Spence et Abbott.

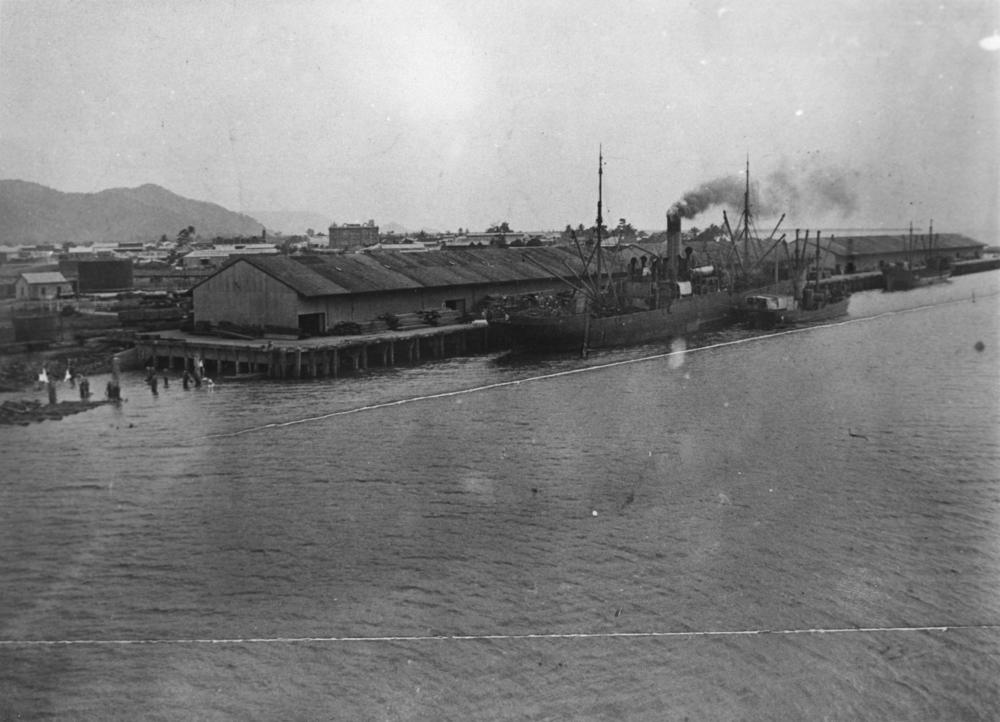
En 1935, le port est encore constitué de quais en bois.

Le futur site de la ville fut aperçu pour la première fois par un européen par le capitaine Cook en 1770 et dans le siècle qui suivit plusieurs expéditions visitèrent la région et comprirent la possibilité de création d'un port à cet endroit. La découverte d'or sur l'actuel plateau d'Atherton et la nécessité de trouver un point d'embarquement provoqua la création de la ville en 1876 ; la région où s'installa la ville était au départ une région de marais et de mangrove qui fut progressivement mise en valeur, déboisée par les agriculteurs tandis que les marais étaient comblés par les roches venant d'une colline voisine, des boues séchées, des sciures des différents scieries de la région ainsi que des matériaux évacués pour construire la voie de chemin de fer qui reliait Herberton à Atherton et dont la construction commença en 1886. L'ouverture de la ligne de chemin de fer permit de mettre en valeur les régions agricoles environnantes avec la culture de la canne à sucre, du maïs, du riz, des bananes, des ananas en plaine, des fruits et de l'élevage laitier en montagne et la région prit un tel essor qu'il fallut entreprendre la création d'un port en 1906 pour exporter toutes les productions locales.
Pendant la Seconde Guerre mondiale Cairns servit de point de départ pour des opérations militaires dans l'océan Pacifique.
Après la guerre, Cairns devint progressivement un centre touristique et l'ouverture en 1984 de l'aéroport international de Cairns ainsi que d'un centre des affaires fit connaitre la ville internationalement et en fit un lieu réputé de vacances ou de réunions d'affaires.
En 2015, le gouvernement du Queensland a suspendu le projet de construction d'un nouveau port industriel à Cairns en raison de la forte probabilité d'effets négatifs qu'aurait eu ce port sur la Grande barrière de corail.

## Climat
Cairns possède un climat tropical de mousson (Köppen: Am) avec des étés chauds et très humides, et des hivers assez chauds et secs. En été, la saison humide survenant entre novembre et avril. En hiver, la saison assez sèche dure entre mai et octobre, mais des averses légères passent de temps en temps. Cairns est également sujet à l'activité possible de cyclones pendant la saison des pluies entre novembre et mars. Le 20 mars 2006, le cyclone Larry, un cyclone de force 5, frappa la région avec des vents de près de 300 km/h dans les environs de la ville, de 180 km/h dans la ville. On estime qu'une maison sur quatre dans la ville et sa région a été plus ou moins endommagée par le cyclone.
Une partie de la ville pourrait être submergée par la montée du niveau de la mer d'ici 2100.

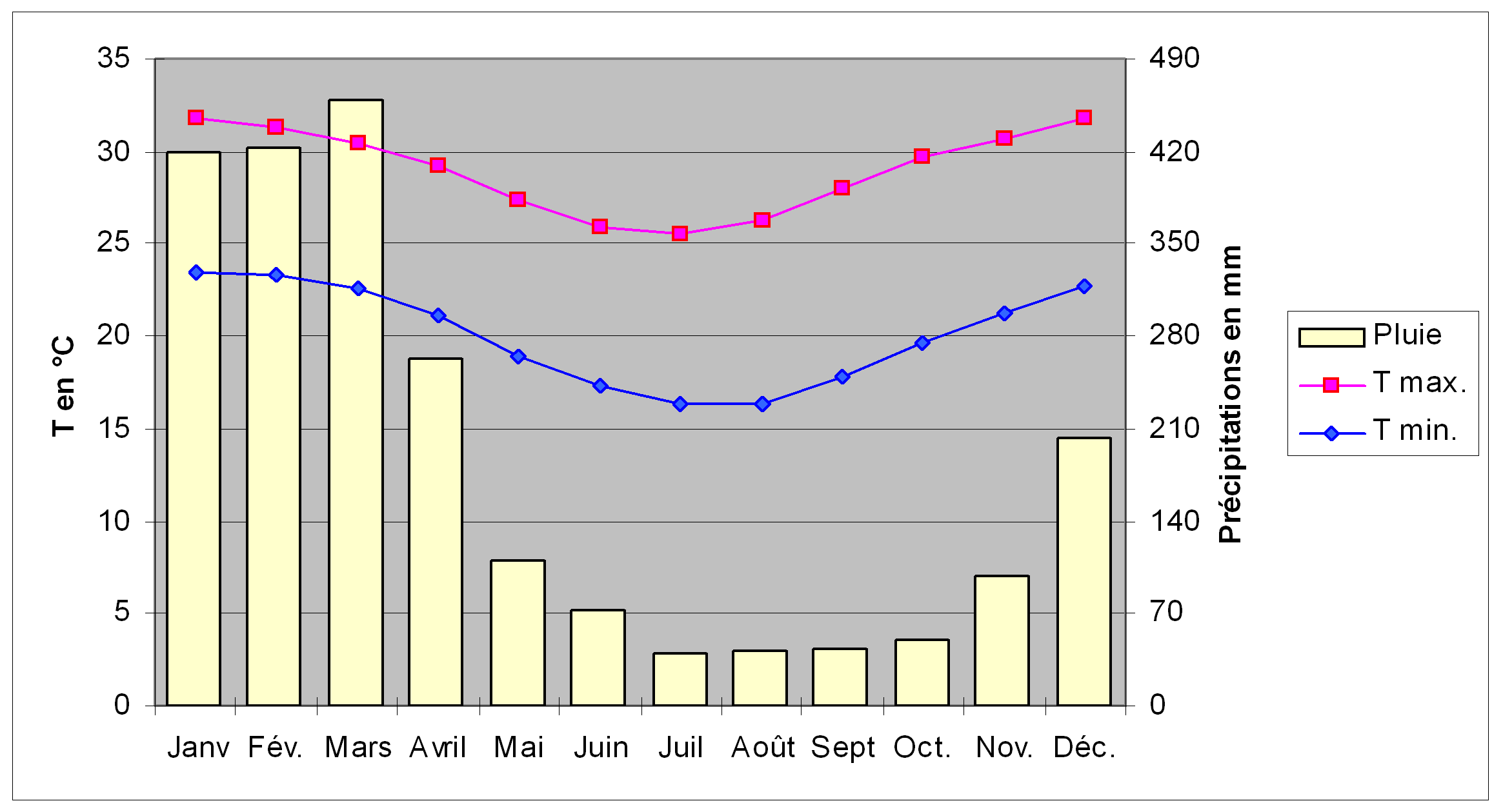
Thermométrie et pluviométrie à Cairns, Source : Bureau of Meteorology

| Mois                                            | jan.  | fév.  | mars  | avril | mai   | juin | jui.  | août  | sep. | oct. | nov. | déc.  | année   |
| ----------------------------------------------- | ----- | ----- | ----- | ----- | ----- | ---- | ----- | ----- | ---- | ---- | ---- | ----- | ------- |
| Température minimale moyenne (°C)               | 24    | 24,1  | 23,4  | 22    | 20,1  | 18,5 | 17,2  | 17,3  | 18,8 | 20,8 | 22,5 | 23,7  | 21      |
| Température moyenne (°C)                        | 27,9  | 27,8  | 27,2  | 25,8  | 24,1  | 22,6 | 21,7  | 22,2  | 23,8 | 25,4 | 26,8 | 27,8  | 25,2    |
| Température maximale moyenne (°C)               | 31,7  | 31,5  | 30,9  | 29,6  | 28    | 26,6 | 26,2  | 27    | 28,7 | 29,9 | 31,1 | 31,8  | 29,4    |
| Record de froid (°C)                            | 18,2  | 17,9  | 17,7  | 13    | 10,1  | 6,2  | 7,3   | 7,8   | 9,3  | 12,4 | 14,6 | 17,1  | 6,2     |
| Record de chaleur (°C)                          | 40,4  | 40    | 37,7  | 36,8  | 31,3  | 30,8 | 30,1  | 31,4  | 33,9 | 36   | 42,6 | 40,5  | 42,6    |
| Ensoleillement (h)                              | 213,9 | 175,2 | 204,6 | 210   | 220,1 | 210  | 232,5 | 251,1 | 270  | 279  | 258  | 241,8 | 2 766,2 |
| Précipitations (mm)                             | 388,7 | 475,5 | 367,4 | 178,1 | 81    | 42,6 | 35,5  | 26,6  | 28,4 | 63,4 | 85,1 | 185,9 | 1 958,1 |
| dont nombre de jours avec précipitations ≥ 1 mm | 16    | 15,7  | 15,1  | 14,4  | 10,1  | 7,2  | 5,7   | 4,5   | 4,2  | 6,2  | 8,3  | 10,9  | 118,3   |
| Humidité relative (%)                           | 67    | 71    | 66    | 65    | 63    | 61   | 57    | 56    | 55   | 57   | 60   | 64    | 62      |

## Aéroport

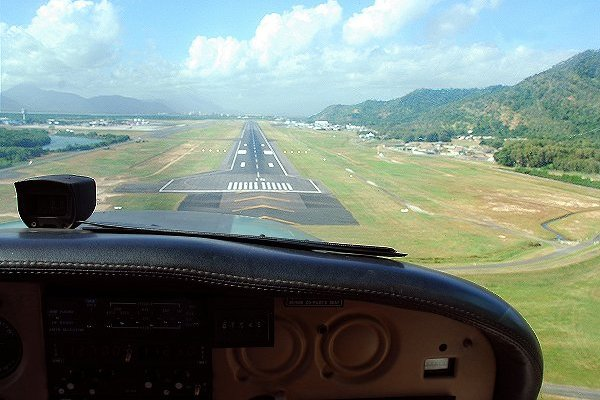
Aéroport international de Cairns.

En termes de mouvements internationaux et domestiques de passager, l'aéroport international de Cairns, (Cairns International, code AITA : CNS) est le sixième plus actif aéroport d'Australie. Plus de trois millions de mouvements internationaux et domestiques de passagers ont été enregistrés pendant les années 2003 et 2004. Après Sydney et Brisbane, Cairns est la destination touristique la plus populaire en Australie. Depuis le 31 juillet 2006, Air France dessert Cairns grâce à un partage de code avec la compagnie Qantas.
L'aéroport international de Cairns est directement connecté à la Chine, à Hong Kong, au Japon, à la Papouasie-Nouvelle-Guinée, à la Nouvelle-Zélande, à Singapour et aux États-Unis.

## Villes jumelées
| Japan                      | Hiwasa-Minami, Japon depuis 1969                             |
| Papouasie-Nouvelle-Guinée  | Lae, Papouasie-Nouvelle-Guinée (province Morobe) depuis 1984 |
| Canada                     | Sidney, Canada (Colombie-Britannique) depuis 1984            |
| É.-U.                      | Scottsdale, États-Unis (Arizona) depuis 1987                 |
| Lettonie                   | Rīga, Lettonie depuis 1990                                   |
| People's Republic of China | Zhanjiang, république populaire de Chine depuis 2004         |
| Japon                      | Oyama, Japon depuis le 15 juin 2006                          |

## Économie
Le groupe de Cairns est une organisation fondée à Cairns en 1986. Il regroupe 19 pays exportateurs de produits agricoles notamment l'Australie et la Nouvelle-Zélande, mais aussi le Brésil le Canada, l'Afrique du Sud. Actif dans les organisations de commerce international, il s'oppose au protectionnisme agricole de l’Union européenne et des États-Unis.

## Médias
- The Cairns Post, quotidien fondé (sous ce nom), le 5 juillet 1909, aujourd'hui filiale du groupe News Corporation.

## Naissances à Cairns
- Eka Darville, acteur
- Brenton Thwaites

## Manifestations

### VTT
Cairns a été ville organisatrice de plusieurs manches de la coupe du monde de VTT, puis en 2017, elle organise les championnats du monde de VTT du 5 au 10 septembre 2017.